# Dillon megye
Dillon megye az Amerikai Egyesült Államokban, azon belül Dél-Karolina államban található. Megyeszékhelye és legnagyobb városa Dillon. Lakosainak száma 28 292 fő (2020. április 1.). Dillon megye Robeson, Columbus, Horry, Marion, Florence és Marlboro megyékkel határos.

## Népesség
A megye népességének változása:
| Lakosok száma | 32 088 | 31 720 | 31 451 | 31 229 | 31 234 | 28 292 |
|               | 2010   | 2011   | 2012   | 2013   | 2015   | 2020   |